# Leucauge turbida
Leucauge turbida là một loài nhện trong họ Tetragnathidae.
Loài này thuộc chi Leucauge. Leucauge turbida được Eugen von Keyserling miêu tả năm 1893.